# Badminton vid panamerikanska spelen
Badminton vid panamerikanska spelen har spelats sedan 1995.

## Historisk överblick över grenar
| Grenar / År | 1995 | 1999 | 2003 | 2007 | 2011 | 2015 | 2019 | 2023 |
| ----------- | ---- | ---- | ---- | ---- | ---- | ---- | ---- | ---- |
| Damsingel   | X    | X    | X    | X    | X    | X    | X    | X    |
| Damdubbel   | X    | X    | X    | X    | X    | X    | X    | X    |
| Herrsingel  | X    | X    | X    | X    | X    | X    | X    | X    |
| Herrdubbel  | X    | X    | X    | X    | X    | X    | X    | X    |
| Mixeddubbel | X    | X    | X    | X    | X    | X    | X    | X    |

## Medaljsammanfattning

### Damernas turnering

#### Damsingel
| Spel                | Guld                   | Silver                 | Brons                  | Brons                  |
| Mar del Plata 1995  | Denyse Julien (CAN)    | Si-an Deng (CAN)       | Robbyn Hermitage (CAN) | Milaine Cloutier (CAN) |
| Winnipeg 1999       | Yeping Tang (USA)      | Charmaine Reid (CAN)   | Denyse Julien (CAN)    | Kara Solmundson (CAN)  |
| Santo Domingo 2003  | Nigella Saunders (JAM) | Anna Rice (CAN)        | Lorena Blanco (PER)    | Sandra Jimeno (PER)    |
| Rio de Janeiro 2007 | Eva Lee (USA)          | Charmaine Reid (CAN)   | Sarah MacMaster (CAN)  | Claudia Rivero (PER)   |
| Guadalajara 2011    | Michelle Li (CAN)      | Joycelyn Ko (CAN)      | Victoria Montero (MEX) | Claudia Rivero (PER)   |
| Toronto 2015        | Michelle Li (CAN)      | Rachel Honderich (CAN) | Jamie Subandhi (USA)   | Iris Wang (USA)        |
| Lima 2019           | Michelle Li (CAN)      | Rachel Honderich (CAN) | Iris Wang (USA)        | Nikté Sotomayor (GUA)  |
| Santiago 2023       | Beiwen Zhang (USA)     | Jennie Gai (USA)       | Rachel Chan (CAN)      | Taymara Oropesa (CUB)  |

#### Damdubbel
| Spel                | Guld                                      | Silver                                    | Brons                                   | Brons                                       |
| Mar del Plata 1995  | Si-an Deng & Denyse Julien (CAN)          | Milaine Cloutier & Robbyn Hermitage (CAN) | Ann French & Kathy Zimmerman (USA)      | Linda French & Erika von Heiland (USA)      |
| Winnipeg 1999       | Robbyn Hermitage & Milaine Cloutier (CAN) | Charmaine Reid & Denyse Julien (CAN)      | Adrienn Kocsis & Doriana Rivera (PER)   | Stefanie Westermann & Kathy Zimmerman (USA) |
| Santo Domingo 2003  | Charmaine Reid & Helen Nichol (CAN)       | Denyse Julien & Anna Rice (CAN)           | Lorena Blanco & Valeria Rivera (PER)    | Doriana Rivera & Sandra Jimeno (PER)        |
| Rio de Janeiro 2007 | Eva Lee & Mesinee Mangkalakiri (USA)      | Fiona McKee & Charmaine Reid (CAN)        | Kuei Ya Chen & Jamie Subandhi (USA)     | Jie Ming Jin & Valeria Rivero (PER)         |
| Guadalajara 2011    | Alexandra Bruce & Michelle Li (CAN)       | Iris Wang & Rena Wang (USA)               | Grace Gao & Joycelyn Ko (CAN)           | Eva Lee & Paula Lynn Obanana (USA)          |
| Toronto 2015        | Eva Lee & Paula Lynn Obanana (USA)        | Lohaynny Vicente & Luana Vicente (BRA)    | Michelle Li & Rachel Honderich (CAN)    | Alexandra Bruce & Phyllis Chan (CAN)        |
| Lima 2019           | Rachel Honderich & Kristen Tsai (CAN)     | Keui-Ya Chen & Jamie Hsu (USA)            | Tamires Santos & Fabiana Silva (BRA)    | Jaqueline Lima & Sâmia Lima (BRA)           |
| Santiago 2023       | Catherine Choi & Josephine Wu (CAN)       | Annie Xu & Kerry Xu (USA)                 | Romina Fregoso & Miriam Rodríguez (MEX) | Sâmia Lima & Juliana Vieira (BRA)           |

### Herrarnas turnering

#### Herrsingel
| Spel                | Guld                | Silver                | Brons                 | Brons                    |
| Mar del Plata 1995  | Jaimie Dawson (CAN) | Iain Sydie (CAN)      | Mario Carulla (PER)   | Kevin Han (USA)          |
| Winnipeg 1999       | Kevin Han (USA)     | Stuart Arthur (CAN)   | Mario Carulla (PER)   | Pedro Yang (GUA)         |
| Santo Domingo 2003  | Mike Beres (CAN)    | Andrew Dabeka (CAN)   | Kyle Hunter (CAN)     | Pedro Yang (GUA)         |
| Rio de Janeiro 2007 | Mike Beres (CAN)    | Kevin Cordón (GUA)    | Eric Go (USA)         | Rodrigo Pacheco (PER)    |
| Guadalajara 2011    | Kevin Cordón (GUA)  | Osleni Guerrero (CUB) | Daniel Paiola (BRA)   | Charles Pyne (JAM)       |
| Toronto 2015        | Kevin Cordón (GUA)  | Andrew D'Souza (CAN)  | Osleni Guerrero (CUB) | Howard Shu (USA)         |
| Lima 2019           | Ygor Coelho (BRA)   | Brian Yang (CAN)      | Jason Ho-Shue (CAN)   | Kevin Cordón (GUA)       |
| Santiago 2023       | Brian Yang (CAN)    | Kevin Cordón (EAI)    | Uriel Canjura (ESA)   | Luis Ramón Garrido (MEX) |

#### Herrdubbel
| Spel                | Guld                                     | Silver                                     | Brons                                      | Brons                                      |
| Mar del Plata 1995  | Anil Kaul & Iain Sydie (CAN)             | Kevin Han & Thomas Reidy (USA)             | Paul Leyow & Roy Paul jr. (JAM)            | Jaimie Dawson & Darryl Yung (CAN)          |
| Winnipeg 1999       | Brent Olynyk & Iain Sydie (CAN)          | Howard Bach & Mark Manha (USA)             | Mike Beres & Bryan Moody (CAN)             | Bernardo Monreal & Luis Lopezllera (MEX)   |
| Santo Domingo 2003  | Howard Bach & Kevin Han (USA)            | Pedro Yang & Erick Anguiano (GUA)          | Mike Beres & Kyle Hunter (CAN)             | Bradley Graham & Charles Pyne (JAM)        |
| Rio de Janeiro 2007 | Mike Beres & William Milroy (CAN)        | Howard Bach & Bob Malaythong (USA)         | Guilherme Kumasaka & Guilherme Pardo (BRA) | Erick Anguiano & Pedro Yang (GUA)          |
| Guadalajara 2011    | Howard Bach & Tony Gunawan (USA)         | Halim Haryanto & Sattawat Pongnairat (USA) | Andres Lopez & Lino Muñoz (MEX)            | Adrian Liu & Derrick Ng (CAN)              |
| Toronto 2015        | Phillip Chew & Sattawat Pongnairat (USA) | Hugo Arthuso & Daniel Paiola (BRA)         | Job Castillo & Lino Muñoz (MEX)            | William Cabrera & Nelson Javier (DOM)      |
| Lima 2019           | Jason Ho-Shue & Nyl Yakura (CAN)         | Phillip Chew & Ryan Chew (USA)             | Osleni Guerrero & Leodannis Martínez (CUB) | Fabricio Farias & Francielton Farias (BRA) |
| Santiago 2023       | Adam Dong & Nyl Yakura (CAN)             | Fabrício Farias & Davi Silva (BRA)         | Aníbal Marroquín & Jonathan Solís (EAI)    | Job Castillo & Luis Montoya (MEX)          |

### Mixeddubbel
| Spel                | Guld                                       | Silver                                | Brons                                       | Brons                                     |
| Mar del Plata 1995  | Darryl Yung & Denyse Julien (CAN)          | Anil Kaul & Si-an Deng (CAN)          | Mike Edstrom & Linda French (USA)           | Paul Leyow & Terry Leyow (JAM)            |
| Winnipeg 1999       | Iain Sydie & Denyse Julien (CAN)           | Brent Olynyk & Robbyn Hermitage (CAN) | Mario Carulla & Adrienn Kocsis (PER)        | Chris Hales & Yeping Tang (USA)           |
| Santo Domingo 2003  | Philippe Bourret & Denyse Julien (CAN)     | Mike Beres & Jody Patrick (CAN)       | Charles Pyne & Nigella Saunders (JAM)       | Raju Rai & Mesinee Mangkalakiri (USA)     |
| Rio de Janeiro 2007 | Howard Bach & Eva Lee (USA)                | Mike Beres & Val Loker (CAN)          | Bob Malaythong & Mesinee Mangkalakiri (USA) | Rodrigo Pacheco & Claudio Rivero (PER)    |
| Guadalajara 2011    | Toby Ng & Grace Gao (CAN)                  | Halim Haryanto & Eva Lee (USA)        | Howard Bach & Paula Lynn Obanana (USA)      | Rodrigo Pacheco & Claudia Rivero (PER)    |
| Toronto 2015        | Phillip Chew & Jamie Subandhi (USA)        | Toby Ng & Alexandra Bruce (CAN)       | Mario Cuba & Katherine Winder (PER)         | Alex Yuwan Tjong & Lohaynny Vicente (BRA) |
| Lima 2019           | Joshua Hurlburt-Yu & Josephine Wu (CAN)    | Nyl Yakura & Kristen Tsai (CAN)       | Fabricio Farias & Jaqueline Lima (BRA)      | Howard Shu & Paula Lynn Obañana (USA)     |
| Santiago 2023       | Ty Alexander Lindeman & Josephine Wu (CAN) | Vinson Chiu & Jennie Gai (USA)        | Davi Silva & Sâmia Lima (BRA)               | Jose Guevara & Inés Castillo (PER)        |